# Chapim-palustre

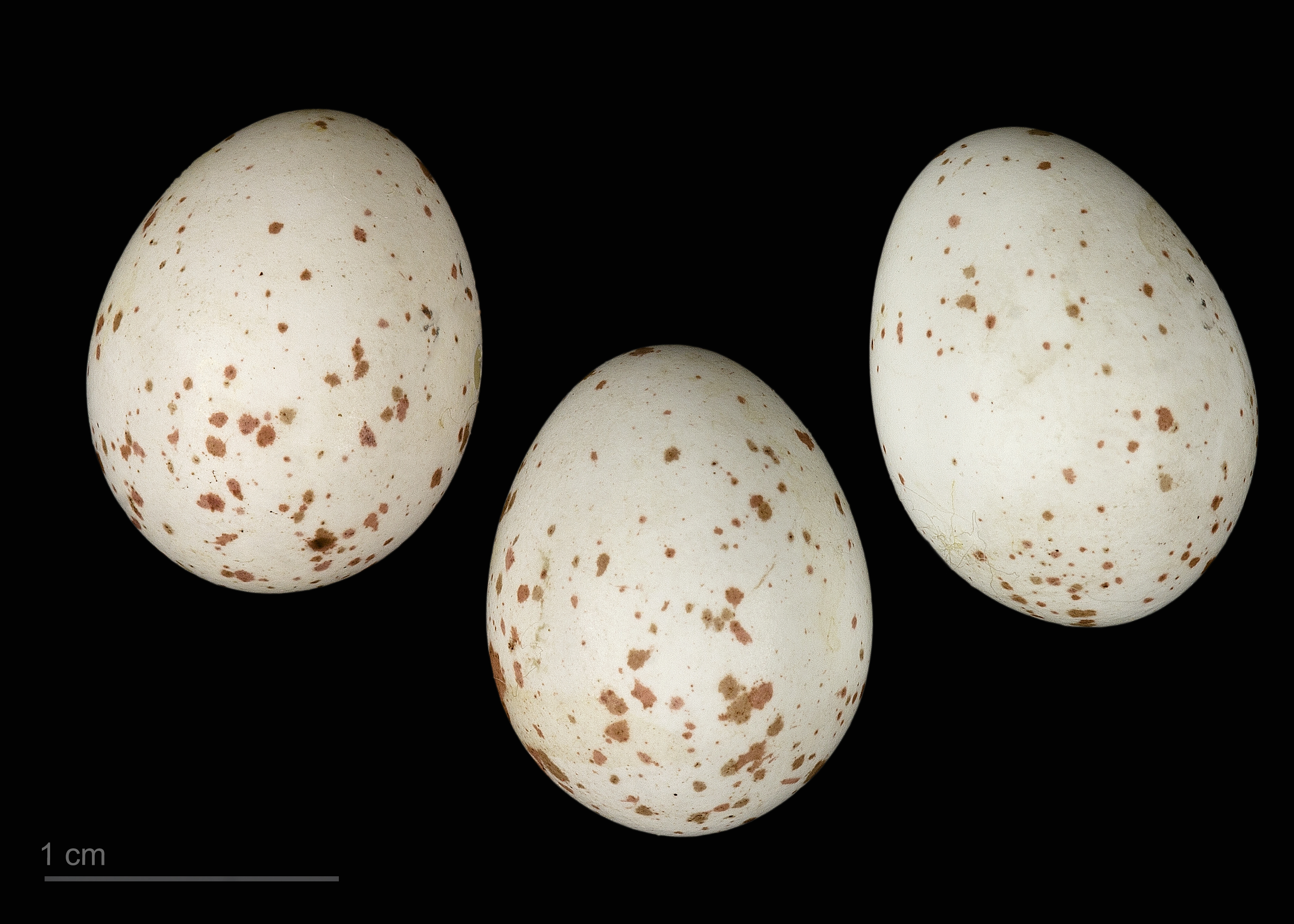
Poecile palustris - (MHNT)

O chapim-palustre Poecile palustris é uma espécie de ave da família dos parídeos nativo da Europa e na Ásia Oriental.

## Descrição
O chapim-palustre tem um comprimento de 12 cm, envergadura de 19 cm e pesa cerca de 12g. Habita em bosques húmidos, frescos e decíduos.